# Marc Singer
Marc Singer (ur. 29 stycznia 1948 w Vancouverze) – kanadyjski aktor i reżyser filmowy, telewizyjny i teatralny.

## Życiorys
Urodził się w Vancouverze w Kolumbii Brytyjskiej jako najstarsze z czworga dzieci koncertującej pianistki Leslie (z domu Wright) i dyrygenta orkiestry symfonicznej Jacques’a Singera. Wychowywał się z młodszym rodzeństwem: bliźniakami: urodzonymi w 1957 Lori (późniejszą aktorką) i Gregorym (wiolonczelistą) oraz bratem Claude’em (pisarzem), a także adoptowanym kuzynem Bryanem (aktorem).
Dorastał w Corpus Christi w Teksasie. Zdobył czarny pas w kung-fu. Po obejrzeniu ekranizacji sztuki Williama Shakespeare’a Ryszard III z tytułową kreacją Sir Laurence’a Oliviera, jego pasją stało się aktorstwo. Przed rozpoczęciem nauki w szkole średniej występował jako śpiewak na scenie. Naukę kontynuował na Indiana University.
Karierę rozpoczął udziałem w filmie telewizyjnym Cyrano de Bergerac (1972), po czym pojawił się w serialach, w tym Columbo (1974), Planeta małp (1974, 1981) jako Dalton, Hawaii Five-0 (1974–75) i Barnaby Jones (1975). Po debiutanckiej roli kinowej kapitana Olivetti w dramacie o wojnie wietnamskiej Przechodniu powiedz Sparcie (Go Tell the Spartans, 1978) u boku Burta Lancastera został obsadzony w głównej roli boksera–amatora Johnny’ego Captora w miniserialu CBS Pretendent (The Contender, 1980). Wystąpił w dramacie sportowym CBS Kwestia odwagi (Something for Joey, 1977) jako uznany futbolista w relacji z młodszym bratem chorym na białaczkę.
Został wylansowany dzięki kreacji heroicznego Dara, królewskiego syna tajemniczego miasta Aruk, posiadającego niezwykłe zdolności pozwalające mu nawiązać kontakty ze zwierzętami w filmie fantastyczno-przygodowym Władca zwierząt (The Beastmaster, 1982) z Tanyą Roberts, choć w filmie niewiele miał okazji do zaprezentowania kunsztu aktorskiego. Zagrał potem w sequelach – Władca zwierząt 2 (Beastmaster 2: Through the Portal of Time, 1991) z Kari Wuhrer i telewizyjnym Władca zwierząt 3 (Beastmaster III: The Eye of Braxus, 1996) z Lesley-Anne Down i Casperem Van Dienem. Po latach pojawił się w serialu Władca zwierząt (BeastMaster, 2001–2002) jako Dartanus. 
Sławę przyniosła mu także telewizyjna postać Mike’a Donovana w miniserialu fantastycznonaukowym V (1983-85) i sequelu V: Końcowa walka (V: The Final Battle, 1984). 
Zajmował się też dubbingiem. Użyczył swojego głosu Adamowi w zrealizowanej dla potrzeb wideo kreskówce Historie biblijne (The Greatest Adventure: Stories from the Bible, 1985) – pt. „Stworzenie” („The Creation”), doktorowi Kirkowi Langstromowi w serialu animowanym Warner Bros. Batman (1992) i tytułowemu bohaterowi serii Cartoon Network Prawdziwe przygody Johnny’ego Questa (The Real Adventures of Johnny Quest, 1996-99).
Występował na scenie teatru American Conservatory Theater w San Francisco w przedstawieniu szekspirowskim Poskromienie złośnicy jako Petruchio – wielbiciel Katarzyny.

## Życie prywatne
17 czerwca 1974 zawarł związek małżeński z Haunani Minn, mistrzynią sztuk walki Hung Gar Kung Fu, z którą ma córkę Phoebe Singer (ur. 21 stycznia 1991 w Los Angeles). Haunani Minn zmarła 23 listopada 2014.

## Filmografia

### Filmy
- 1982: Władca zwierząt (The Beastmaster) jako Dar
- 1991: Władca zwierząt 2 (Beastmaster 2: Through the Portal of Time) jako Dar
- 1991: Wilk morski (The Sea Wolf, TV) jako Johnson
- 1996: Władca zwierząt 3 (Beastmaster III: The Eye of Braxus, TV) jako Dar
- 2004: Przełęcz Człowieka Śniegu
- 2008: Eagle Eye jako twórca materiałów wybuchowych

### Seriale
- 1973: Columbo – odc. „Podwójny szok” („Double Shock”) jako młody lekarz telewizyjny
- 1974: Planeta małp (Planet of the Apes) jako Dalton
- 1974: Hawaii Five-0 jako Randy
- 1975: Barnaby Jones jako ks. Tanner / Tally Morgan
- 1975: Hawaii Five-0 jako Jeff Heywood
- 1979: Korzenie: Następne pokolenia (Roots: The Next Generations) jako	Andy Warner
- 1981: Planeta małp (Planet of the Apes) jako Dalton
- 1984: Statek miłości (The Love Boat) jako John Neary
- 1985: Historie biblijne (The Greatest Adventure: Stories from the Bible) jako Adam (głos)
- 1986: Dallas jako Matt Cantrell
- 1989: Napisała: Morderstwo (Murder, She Wrote) jako Rick Barton
- 1992: Batman jako dr Kirk Langstrom (głos)
- 1992: Nieśmiertelny (Highlander) jako Caleb Cole
- 1993: Przygody Blacky’ego (The Adventures of the Black Stallion)
- 1996: Prawdziwe przygody Jonny’ego Questa (The Real Adventures of Jonny Quest) jako Montague, Mitchell Stramm
- 1998: Kochanie, zmniejszyłem dzieciaki jako Bob (głos)
- 1999: Żar młodości (The Young and the Restless) jako Chet
- 2001–2002: Władca zwierząt (BeastMaster) jako Dartanus
- 2005: Kaczor Dodgers (Duck Dodgers) jako Kirk Manlord (głos)
- 2011: Zabójcze umysły: Okiem sprawcy jako Kenneth Richards
- 2011: V jako Lars Tremont
- 2015: Arrow jako generał Matthew Shrieve
- 2016: Piękna i Bestia (Beauty and the Beast) jako Peter Braxton